# John Monks, Baron Monks

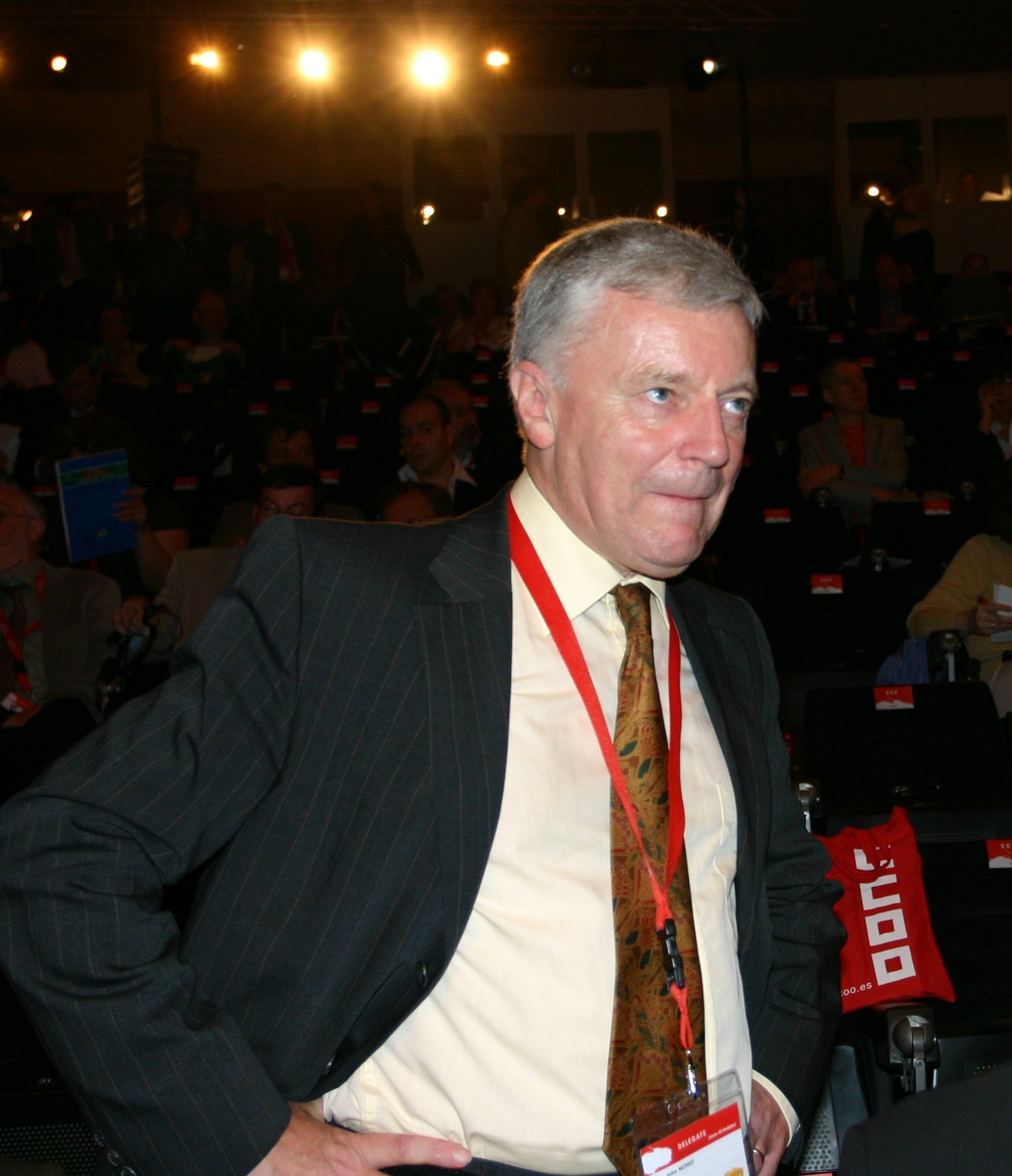
John Monks, Baron Monks

John Stephen Monks, Baron Monks (* 5. August 1945 in Manchester, England) ist ein britischer Gewerkschaftsfunktionär, Politiker der Labour Party und Life Peer.

## Leben
Monks besuchte die Ducie Technical High School (später bis 2003: Ducie High School, heute Manchester Academy) in der Nähe der University of Manchester in der Lloyd Street North im Stadtteil Moss Side, Manchester. Er studierte Wirtschafts- und Sozialgeschichte (Economic History) an der University of Nottingham.
Von 1967 bis 1969 war er als Management Trainee und Junior Manager bei dem Elektronik- und Telekommunikationsunternehmen Plessey Ltd in Surrey tätig.
1969 trat er beim Trades Union Congress (TUC), dem Dachverband der Gewerkschaften in Großbritannien, ein. Für den TUC übte Monks in den folgenden Jahren verschiedene Funktionen aus. Er war von 1969 von 1974 Assistent in der Abteilung Organisation und anschließend von 1974 bis 1977 Stellvertretender Sekretär (Assistent Secretary) des Organisation Department. 1977 wurde er beim TUC Leiter (Head) des Organisation and Industrial Relations Department. 1987 wurde er Stellvertretender Generalsekretär (Deputy General Secretary) des TUC. 1993 wurde er zum Generalsekretär (General Secretary) des TUC gewählt. Dieses Amt hatte er bis 2003 inne.
2003 wurde er zum Generalsekretär des Europäischen Gewerkschaftsbundes (European Trade Union Confederation; ETUC) gewählt. 2007 wurde er wiedergewählt. 2011 endete seine zweite Amtszeit. Als Generalsekretär des Europäischen Gewerkschaftsbundes warnte Monks vor einem zu harten Sparkurs der Europäischen Union.
Monks war Mitglied in verschiedenen nationalen und internationalen Gremien. Er war Mitglied des Council of the Advisory Conciliation and Arbitration Service
(ACAS) of Great Britain (1979–1995), einer Nichtregierungsorganisation zur Verbesserung der Arbeitsbedingungen und Unterstützung von Arbeitgebern und Arbeitnehmern, und des Economic and Social Research Council (1988–1991). Er war weiters Stellvertretender Vorsitzender des Learning and Skills Council, England (2001–2004) und 2000/2001 Vorsitzender der Co-operative Commission, einer von Tony Blair eingesetzten unabhängigen Kommission zur Unterstützung von Führungskräften in Genossenschaften. 
Seit 2008 ist er Vize-Präsident (Vice-President) der Vereinigung European Movement International. Monks ist weiters Vorsitzender (Chairman) des People’s History Museum in Manchester. Er ist Mitglied des Verwaltungsgremiums (Council) des European Policy Centre in Brüssel und des Centre for European Studies in London. Er ist Gastprofessor an der Manchester Business School.

## Mitgliedschaft im House of Lords
Am 26. Juli 2010 wurde Monks zum Life Peer ernannt. Er trägt den Titel Baron Monks, of Blackley in the County of Greater Manchester. Im House of Lords sitzt er für die Labour Party.

## Ehrungen
Monks wurde mit mehreren Ehrendoktortiteln ausgezeichnet. Er ist Ehrendoktor der University of Nottingham, der University of Manchester, der University of Salford,
der Cranfield University und der University of Cardiff.

## Persönliches
Monks heiratete 1970 in North West Surrey Francine Schenk. Aus der Ehe gingen drei Kinder hervor, zwei Söhne und eine Tochter. Zu seinen Hobby zählt Monks Musik, Sport und Wandern.
Er unterstützt den Manchester United F.C., den Swinton Lions Rugby League Club und den  Lancashire County Cricket Club.